# Tiers
Tiers (Italiaans: Tires) is een gemeente in de Italiaanse provincie Zuid-Tirol (regio Trentino-Zuid-Tirol) en telt 919 inwoners (31-12-2004). De oppervlakte bedraagt 42,1 km², de bevolkingsdichtheid is 22 inwoners per km².

## Geografie
De gemeente ligt op ongeveer 1028 m boven zeeniveau.
Tiers grenst aan de volgende gemeenten: Campitello di Fassa (TN), Cornedo all'Isarco, Kastelruth, Mazzin (TN), San Giovanni di Fassa (TN), Völs am Schlern, Welschnofen.